# Angola nos Jogos Olímpicos de Verão da Juventude de 2010
Angola teve a oportunidade de participar dos Jogos Olímpicos de Verão da Juventude de 2010 em Singapura. Teve a terceira maior delegação de entre os países lusófonos, com 21 atletas em 5 modalidades.

## Atletismo
| Evento           | Atleta      | Qualificação | Qualificação | Final     | Final        |
| Evento           | Atleta      | Resultado    | Posição      | Resultado | Posição      |
| ---------------- | ----------- | ------------ | ------------ | --------- | ------------ |
| 1000 m masculino | Nélson Reis | 2:37.09      | 19º (10º qB) | 2:33.74   | 7º (Final B) |

## Basquetebol
Feminino:
| Elenco                                                                 | Preliminares                                                                  | Preliminares | Classificação 9-16 | Classificação 13-16     | Disputa pelo 15º lugar  | Pos. final |
| Elenco                                                                 | Grupo B                                                                       | Pos.         | Classificação 9-16 | Classificação 13-16     | Disputa pelo 15º lugar  | Pos. final |
| ---------------------------------------------------------------------- | ----------------------------------------------------------------------------- | ------------ | ------------------ | ----------------------- | ----------------------- | ---------- |
| Artemis Afonso Helena Francisco Ana Cláudia Gonçalves Elisabeth Mateus | Estados Unidos D 8-30 Bielorrússia D 11-35 Singapura V 20-14 Alemanha D 17-26 | 4º           | Rússia D 14-28     | República Checa D 15-18 | Costa do Marfim D 13-15 | 16º        |

## Canoagem
| Evento                  | Atleta         | Tomada de tempo | Tomada de tempo | 1ª rodada                            | Repescagem                           | Oitavos-de-final                                | Quartos-de-final   | Semifinais         | Final              | Pos. final  |
| Evento                  | Atleta         | Resultado       | Pos.            | Oponente Resultado                   | Oponente Resultado                   | Oponente Resultado                              | Oponente Resultado | Oponente Resultado | Oponente Resultado | Pos. final  |
| ----------------------- | -------------- | --------------- | --------------- | ------------------------------------ | ------------------------------------ | ----------------------------------------------- | ------------------ | ------------------ | ------------------ | ----------- |
| Velocidade C1 masculino | José Chimbumba | 2:07.70         | 12º             | POL Patrick Sokol V 2:10.12 (bat. 4) | --                                   | CUB Osvaldo Sacerio Cardenas D 2:11.81 (bat. 2) | Não avançou        | Não avançou        | Não avançou        | Não avançou |
| Slalom C1 masculino     | José Chimbumba | 2:22.54         | 13º             | GER Dennis Soeter D 2:19.77 (bat. 2) | CRO Matija Burisa D 2:19.23 (rep. 1) | Não avançou                                     | Não avançou        | Não avançou        | Não avançou        | Não avançou |

## Handebol
Feminino:
| Elenco | Preliminares   | Preliminares | Disputa pelo 5º lugar                                          | Pos. final |
| Elenco | Grupo A        | Pos.         | Disputa pelo 5º lugar                                          | Pos. final |
| --- | -------------- | ------------ | -------------------------------------------------------------- | ---------- |
| Jeovania Antônio, Ana Patrícia Barros, Irina Cailo, Suseth Isabel Cazanga, Catiana dos Santos, Isabel Eduardo, Ngalula Kanka, Sara Cristina Luís, Albertina Mambrio, Luiza Matamba, Iovania Valéria Quinzole, Esmeralda Samuconga, Valdemira Van-Dúnem, Jocelina Mateta Yanda | Brasil D 27-30 | 3º           | Primeiro jogo Austrália V 37-12 Segundo jogo Austrália V 39-12 | 5º         |
| Jeovania Antônio, Ana Patrícia Barros, Irina Cailo, Suseth Isabel Cazanga, Catiana dos Santos, Isabel Eduardo, Ngalula Kanka, Sara Cristina Luís, Albertina Mambrio, Luiza Matamba, Iovania Valéria Quinzole, Esmeralda Samuconga, Valdemira Van-Dúnem, Jocelina Mateta Yanda | Rússia D 22-41 | 3º           | Primeiro jogo Austrália V 37-12 Segundo jogo Austrália V 39-12 | 5º         |

## Natação
| Atleta            | Prova                 | Elims.  | Elims.      | Semifinal   | Semifinal   | Final       | Final       |
| Atleta            | Prova                 | Tempo   | Pos.        | Tempo       | Pos.        | Tempo       | Pos.        |
| ----------------- | --------------------- | ------- | ----------- | ----------- | ----------- | ----------- | ----------- |
| Mariana Henriques | 50 m bruços feminino  | 37.65   | 22º (1º qA) | Não avançou | Não avançou | Não avançou | Não avançou |
| Mariana Henriques | 100 m bruços feminino | 1:26.96 | 30º (2º qA) | Não avançou | Não avançou | Não avançou | Não avançou |